# Юльяново (Мазовецьке воєводство)
Юльяново (пол. Julianowo) — село в Польщі, у гміні Семьонтково Журомінського повіту Мазовецького воєводства.
Населення — 51 особа (2011).
У 1975-1998 роках село належало до Цехановського воєводства.

## Демографія
Демографічна структура станом на 31 березня 2011 року:
|          | Загалом | Допрацездатний вік | Працездатний вік | Постпрацездатний вік |
| -------- | ------- | ------------------ | ---------------- | -------------------- |
| Чоловіки | 30      | 9                  | 21               | 0                    |
| Жінки    | 21      | 4                  | 11               | 6                    |
| Разом    | 51      | 13                 | 32               | 6                    |